# Волынцевская культура
Волы́нцевская культура (памятники типа Волынцева, памятники волынцевского типа) — раннесредневековая археологическая культура VIII—IX веков, распространённая в междуречье Днепра и Дона, на территориях сегодняшних Украины и России.

## История исследования

Дмитрий Тарасович Березовец — археолог, выделивший памятники волынцевского типа

Изучение памятников, отнесённых впоследствии к волынцевскому типу, началось на рубеже XIX—XX веков. Первым из них стал могильник у села Малые Будки, раскопанный в 1906 году Н. Е. Макаренко и В. Ф. Беспальчевым. В 1910 году К. П. Сосновский обследовал Битицкое городище неподалёку от Сум, где встретил материалы, подобные салтовским. Волынцевскими признаны остатки жилища и отдельные обломки посуды, обнаруженные при раскопках, проведённых С. С. Магурой (1932), Н. В. Геппенер (1939) и В. Е. Козловской (1940) на Замковой и Старокиевской горах в Киеве. В 1940-х годах сходные древности были выявлены Ю. С. Виноградским близ Сосницы и Д. Т. Березовцом в районе Волынцева. Березовец приписал памятники волынцевского типа летописным северянам и датировал VII—VIII веками, решив, что они предшествуют известным роменским древностям. В то же время Е. В. Махно и П. Н. Третьяков отнесли волынцевские памятники к позднему этапу культуры «полей погребений» черняховского типа.
Проведя раскопки Битицкого городища, И. И. Ляпушкин не согласился с мнением о связи волынцевских и черняховских памятников. Он счёл памятники волынцевского типа локальным вариантом роменской культуры VIII—X веков. По мнению Ляпушкина, они были оставлены некоей славянской племенной группой, входившей в северянский племенной союз. Д. Т. Березовец предположил, что Битицкое городище выполняло функции административного центра на славянских землях Днепровского Левобережья, подчинённых Хазарскому каганату.
М. И. Артамонов связывал происхождение волынцевских памятников со славянами, подвергшимися влиянию неких «росов», которым приписывал памятники типа Пастырского. Место «росов» в построениях Артамонова впоследствии заняли кутригуры. Название славянского объединения северян он соотнёс с северами — частью кутригуров. М. Ю. Брайчевский придерживался взгляда на волынцевские древности как на «реликт» черняховской культуры. Отмечая их сходство с памятниками типа Пастырского, он предложил рассматривать их как единую пастырско-волынцевскую культуру, датируемую VII—VIII веками. П. Н. Третьяков скептически отнёсся к попыткам «выделить особую волынцевскую культуру». Он счёл людей, оставивших памятники волынцевского типа, потомками местных постзарубинецких групп, смешавшимися с пришлыми носителями роменско-боршевских традиций. Древности «так называемой волынцевской культуры» Третьяков датировал VIII—IX веками. По его мнению, их бытование было недолгим и длилось всего полвека.
Со временем количество известных памятников волынцевского типа увеличивалось. В 1952—1953 годах посуда, сходная с керамикой Волынцева, была обнаружена на селище у деревни Лебёдки в Орловской области, в 1956 году — в урочище Макча неподалёку от Трубчевска. В 1960-х — 1970-х годах археологи исследовали несколько волынцевских поселений на правобережье Днепра близ Ходосовки и Обухова. В. А. Петрашенко отметила сходство комплексов керамики Ходосовского поселения и памятников типа Сахновки. По мнению учёной, в середине IX века материальная культура сахновско-волынцевского этапа в Среднем Поднепровье переросла в древнерусскую. Согласно современным представлениям, памятники типа Сахновки датируются второй половиной VII — первой половиной IX века, а древнерусская археологическая культура начала складываться позже, только на рубеже IX—X веков.
К началу 1980-х годов понятие волынцевская культура утвердилось в научном обиходе. Е. А. Горюнов связал её зарождение с хазарскими завоеваниями, приведшими к миграции носителей пеньковской культуры в колочинский ареал. По мнению Горюнова, лесостепь Днепровского Левобережья была вновь заселена лишь после оттока кочевников. Согласно О. А. Щегловой и К. Цукерману, гибель пеньковской культуры в Поднепровье была вызвана экспансией болгар. Гипотезу о нашествии кочевников подтверждает стратиграфическое членение памятника Рябовка II в бассейне Ворсклы (последовательно: пеньковское поселение — кочевнический могильник — волынцевское поселение), а гипотезу об уходе пеньковцев на север — керамический комплекс поселений Целиков Бугор и Стрелица на Десне, близкий пеньковским памятникам.
В. В. Седов в 1980-х годах приписывал волынцевские памятники некоему «славянизированному» ираноязычному населению, некогда обитавшему в ареале черняховской культуры. Позже вслед за А. П. Смирновым и А. Х. Халиковым Седов соотнёс волынцевские древности с именьковскими. Он пришёл к выводу, что волынцевская культура Поднепровья сложилась на рубеже VII—VIII веков вследствие переселения носителей именьковской культуры из Среднего Поволжья. Носителей волынцевской культуры В. В. Седов объявил «руссами», подданными Русского кагана.
В 2000-х годах интерес учёных к волынцевским памятникам возрос. Был выявлен ряд неизвестных ранее поселений в Курском Посеймье, опубликованы новые материалы, полученные при раскопках уже известных памятников.

## Происхождение и хронология
Исследователи придерживаются различных взглядов на волынцевские памятники: представляют ли они самостоятельную культуру, тип или же хронологический этап в рамках какой-либо культуры. Остаются спорными хронология, происхождение и этническая принадлежность носителей волынцевской культуры, уровень их развития, историческая судьба и другие аспекты.
С точки зрения О. В. Сухобокова и С. П. Юренко, зарождение волынцевской культуры следует датировать серединой VII века. Согласно позиции И. И. Ляпушкина, Е. А. Горюнова и Н. М. Кравченко, памятники волынцевского типа появляются не раньше середины VIII века. По мнению В. В. Приймака, поселения волынцевской культуры были обитаемы со второй трети VIII века по рубеж VIII—IX веков. О. А. Щеглова, А. М. Обломский и И. О. Гавритухин относят формирование волынцевского культурно-хронологического горизонта к первой половине — середине VIII века. М. М. Казанский указывает на существование ряда памятников, занимающих в культурно-хронологическом плане промежуточное положение между Волынцевым и Пастырским, относя их ко второй половине VII — началу VIII века. Появление «классических» волынцевских памятников он датирует началом VIII века.
Я. В. Володарец-Урбанович и Ю. А. Пуголовок считают наиболее вероятным периодом существования волынцевской культуры VIII — начало IX века, однако А. В. Григорьев отмечает факт бытования в бассейне Упы посуды, аналогичной волынцевской, вплоть до начала X века. Григорьев посчитал, что в культурогенезе памятников типа Волынцева поучаствовали представители славянского племенного объединения северов, мигрировавшие из Подунавья. Сами же волынцевские древности он воспринял как «инородный пласт» в составе роменской культуры. Версию появления волынцевских памятников в результате миграции славян с Дуная поддержал и О. В. Сухобоков. По мнению А. С. Щавелёва, эта миграция началась в 60-х годах VIII века и длилась до начала IX века. Согласно В. П. Яйленко, названия дунайских и приднепровских северов не связаны между собой: последние переняли этноним у ассимилированного местного населения. С его точки зрения, волынцевская культура сложилась в результате вытеснения и поглощения славянами местного салтовского населения — иранцев, тюрок, венгров.
А. М. Обломский и И. О. Гавритухин полагают, что к формированию древностей типа Сахновки и Волынцева привело расселение в Среднем Поднепровье носителей пражской культуры, сопровождавшееся военными действиями. Аборигенное население региона было, по их мнению, ассимилировано пришельцами. М. М. Казанский допускает, что продвижение пражцев-склавинов на восток было вызвано тяготением к «днепровскому центру власти», ассоциируемому с Великой Болгарией. По предположению В. В. Приймака, сахновцы могли быть выходцами из Подунавья. Согласно позиции В. В. Седова, в Поднепровье на рубеже VII—VIII веков вторглись носители именьковской культуры, занявшие часть пеньковско-сахновского, колочинского и пражско-корчакского ареалов. Параллель между именьковскими и волынцевскими памятниками усмотрел также О. М. Приходнюк.
Мнение о происхождении волынцевской культуры от именьковской подверглось критике. О. В. Сухобоков указал на значительные различия этих культур в сфере керамического производства, домостроения и устройства отопительных сооружений, а также в погребальном обряде.
Согласно А. В. Комару, во второй половине VII — начале VIII века на земли Среднего Поднепровья, заселённые преимущественно носителями пеньковской и колочинской культур, приходится две волны хазарских нашествий. После ухода кочевников во второй четверти VIII века здесь появляются памятники типа Волынцева, подобные памятникам прежнего славянского населения. Волынцевскую культуру нельзя назвать прямой наследницей какой-либо из предшествующих культур, поскольку она возникла в результате синтеза их традиций. Её носителями были потомки пеньковцев и колочинцев, находившиеся под заметным кочевническим влиянием. Большая часть «архаичных» элементов волынцевского керамического комплекса близка стилю пеньковской посуды. Формы некоторых сосудов (цилиндроконические и тюльпановидные) восходят к колочинским прототипам, а грубая лепная шамотированная керамика встречается на памятниках типа Сахновки и Луки Райковецкой. Появление характерных для волынцевской культуры глинобитных печей связано с притоком населения из сахновско-райковецкого ареала, тогда как традиции изготовления гончарной керамики были привнесены салтовцами. В. В. Колода считает волынцевских гончаров этническими аланами.
Как отмечает А. В. Комар, типичные волынцевские традиции домостроения складываются ещё в последней четверти VII — первой четверти VIII века на пеньковских поселениях. В развитии волынцевской культуры он выделяет следующие хронологические этапы (горизонты):
- Харьевский (вторая четверть VIII века) — сохраняются отдельные «архаичные» формы сосудов, свойственные колочинской и пеньковской культурам;
- Фотовижский (третья четверть VIII века) — начинается изготовление круговой столовой посуды при сохранении всего комплекса лепной кухонной керамики. Появляются импорты причерноморского и салтовского круга;
- Битицкий (последняя четверть VIII — первая четверть IX века) — финал волынцевской культуры. Переживает недолгий расцвет самое крупное и единственное укреплённое поселение в её ареале — Битицкое городище. Не позже первой четверти IX века (возможно, в 810-х годах) все волынцевские поселения уничтожаются вражеским нападением;
- Опошнянский (вторая четверть IX века) — переход от волынцевской к роменской культуре. Характерная круговая посуда уже не производится, но лепная сохраняет ряд черт предыдущего этапа. Возникают новации в орнаментации керамики, меняется поселенческая топография. Этот этап также оканчивается военными действиями[59].

Культуры юга Восточной Европы в VII веке. Пронумерованы памятники сахновского типа: 1 — Сахновка; 2–3 — Луг 1–2; 4 — Монастырек; 5 — Ходосовка; 6 — Обухов 2; 7 — Мачухи; 8 — Канцерка; 9 — Стецовка; 10 — Пастырское; 11 — Пеньковка; 12 — Б. Андрусовка; 13 — Каневское поселение; 14 — Момоты; 15 — Журавка Ольшанская; 16 — Обухов 7; 17 — Киев; 18 — Колочин (археологический комплекс); 19 — Чечерск; 20 — Гомель; 21 — Проскурни; 22 — Обмачев; 23 — Новоямское 3; 24 — Куриловка 2; 25 — Рябовка; 26 — Шоссейное; 27 — Таранцево; 28 — Соколово; 29 — Сухогомольшанское городище; 30 — Железное; 31 — Каменка 1

Таким образом, большинство учёных считает, что волынцевская культура сложилась из элементов предшествующих колочинской и пеньковской культур. Отмечается участие в её формировании пришлого населения, оставившего памятники типа Сахновки. Оценки воздействия того или иного компонента на волынцевские памятники различаются. Как полагает В. В. Приймак, материальная культура Битицкого городища отражает взаимодействие салтоидного и сахновского компонентов, тогда как на периферийных поселениях сильнее сказалось пеньковско-колочинское влияние. Согласно А. В. Григорьеву, местные культуры предшествующих эпох не оказали сильного влияния на волынцевскую, а «архаичные» формы керамики быстро вышли из обихода. По мнению А. М. Обломского и В. Е. Родинковой, пеньковская и колочинская культуры не имели эволюционного продолжения. К VIII веку Поднепровье оказалось занято однородным в этнокультурном плане населением, происходящим из ареала пражской культуры, результатом чего стало распространение памятников типов Луки Райковецкой, Сахновки и Волынцева. Посуда пеньковско-колочинских традиций появляется на поселениях сахновско-волынцевского горизонта в качестве реликта, отражающего материальную культуру остатков прежнего населения.
О. В. Сухобоков рассматривает волынцевскую и роменскую культуры как единую — волынцевско-роменскую (северянскую). По его мнению, из-за неравномерного протекания культурных изменений самые поздние памятники волынцевского типа датируются началом IX, а самые ранние роменские — концом VIII века.

## География распространения

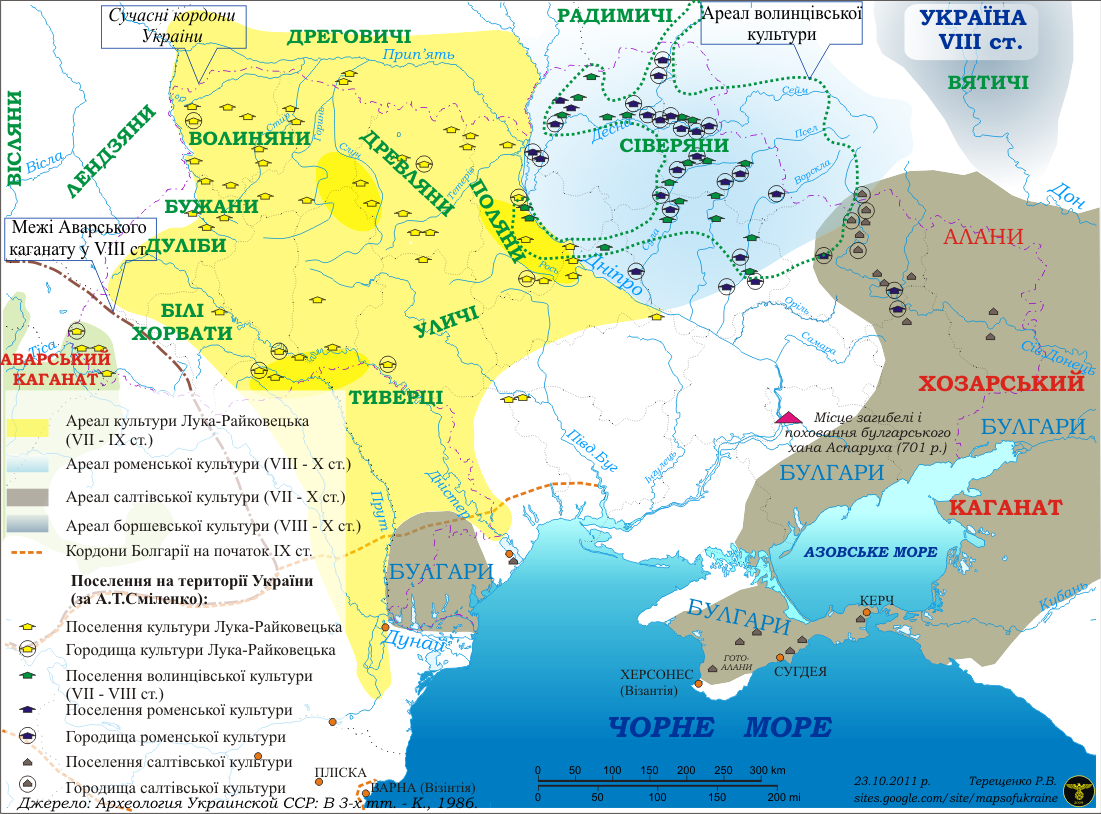
Распространение волынцевской культуры на территории современной Украины

Зона распространения памятников волынцевского типа охватывает часть бассейнов Десны и Сейма, верхнее и среднее течения Сулы, Псла, Ворсклы, а также верховья Северского Донца. Помимо этого, памятники волынцевской культуры встречены на правобережье Днепра в районе Киева. Волынцевская керамика найдена на ряде поселений салтовской культуры (в том числе в Саркеле). Сходную посуду обнаруживали при исследованиях некоторых памятников Верхнеокского региона и Среднего Подонья.

## Поселения
Волынцевские памятники в основном представлены представлены неукрепленными поселениями, сходными со славянскими селищами предшествующего времени. Они находились на невысоких участках речных террас и на возвышениях среди речных долин. Некоторые поселения позднего этапа располагались в более высоких местах. Селища обычно небольшие, но известны и крупные, площадью свыше 6 га. Для поселения выбирался участок, окружённый удобными для примитивной обработки землями (по преимуществу луговыми чернозёмами).
Как правило, на левобережье Днепра поселения волынцевского типа устраивались на прежних пеньковских и колочинских селищах, на правобережье — ещё и на пражских. Правобережные волынцевские памятники отличаются от смежных лука-райковецких комплексом гончарной посуды салтовской технологической традиции и характерным устройством печей в жилищах. Они занимают узкую полосу вдоль Днепра от Киева до Канева. Волынцевские памятники на разных берегах Днепра сообщались друг с другом посредством Зарубского брода.
Остатками единственного укреплённого посёлка волынцевской культуры является Битицкое городище на реке Псёл. Первые фортификации на его месте возвели ещё в скифское время. В VIII веке они были лишь обновлены. На площадке Битицкого городища раскопано 70 построек, ещё 108 выявлено электромагнитной разведкой. В Битицком городище обычно видят властный центр и место пребывания вооружённого контингента. Высказываемая некоторыми исследователями оценка Битицы как «протогорода» оспаривается. Судя по характеру находок, это поселение не было значительным торговым центром, обладая скорее аграрным обликом.

## Материальная культура
Материальная культура свидетельствует о земледельческом характере волынцевского населения. Исследования зерновых ям-хранилищ показали ассортимент культивируемых культур — просо, пшеница (в том числе полба), рожь, горох, конопля. Другой важной отраслью хозяйства выступало животноводство. Около 80 % найденных костных останков приходится на домашних животных (преимущественно крупный рогатый скот). Носители волынцевской культуры занимались также охотой, рыбной ловлей и бортничеством.

### Жилища и хозяйственные постройки
Согласно В. В. Енукову, жилища волынцевско-сахновского хронологического горизонта имели срубную конструкцию. Как правило, центральная часть дома являла собой подквадратный котлован, по периметру которого устраивались «лавы», покрытые деревянными плахами. Реже возводились постройки, нижний венец которых укладывался прямо на дно котлована. Отапливались волынцевские дома при помощи печей, вырезанных в одной из стенок котлована (чаще всего в материковых останцах) или в массивах специально принесённой и сбитой глины. В ряде случаев использовались очаги, расположенные в углу. На Битицком городище обнаружены также закруглённые в плане наземные жилища с очагом в центре или в одном из углов. Обычно постройки, характерные для волынцевской культуры, представляются в виде полуземлянок с «кубовидными» материковыми печами, имеющими вальковые своды.

### Ремесло

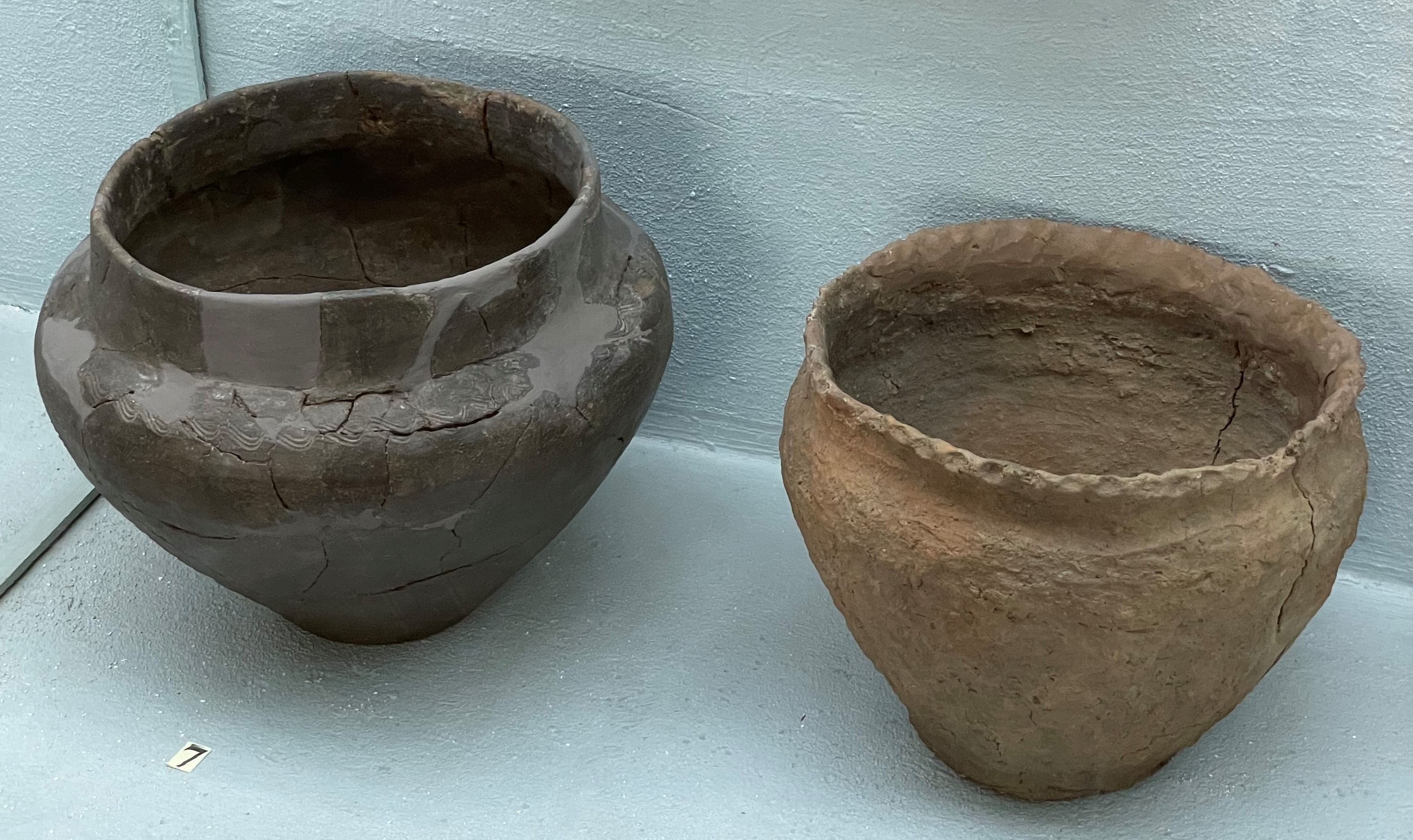
Керамика волынцевской культуры

Одним из основных маркёров волынцевской культуры выступает керамика. Она представлена разнообразными по форме горшками (60 % комплекса), мисками (около 20 %), сковородами (18 %), кружками. Лепные керамические изделия составляют около 80—90 % всего ассортимента. Круговой посуды немного, но она выделяется высоким качеством и богатой орнаментацией. Так называемые горшки волынцевского типа представляют собой сосуды, изготовленные на гончарном круге и всегда имеющие отличающую их строгую форму — усечённо-конический низ, выпуклые высокие плечики и высокий, прямой цилиндрический венчик. Чёрная или тёмно-коричневая поверхность этих горшков украшена пролощёнными и прочерченными вертикальными и перекрещивающимися линиями. Центр производства таких горшков обычно локализуют в верхнем течении Псла, в районе Битицкого городища. Возможно, волынцевских гончарных центров было несколько. На ряде памятников встречены лепные подражания горшкам волынцевского типа, выполненные из качественной глины с примесью мелкого песка, заглаженные или подлощённые, а также обломки привозных амфор. До 90 % лепных волынцевских сосудов украшались защипами, вдавлениями по срезу венчика, в ряде случаев — отпечатками верёвочного или гребенчато-накольчатого штампа по плечикам и венчику. Гончарные и лепные сосуды, происходящие с поселений правобережья Днепра, отличаются более вытянутыми пропорциями, что объясняют райковецким влиянием.
Часто ранние волынцевские поселения, на которых не встречаются круговые горшки волынцевского типа, относят к кругу памятников типа Сахновки. Эта керамика не имеет прототипов среди местных изделий предшествующего времени. Традиция её изготовления привнесена выходцами из салтовского ареала, но иногда исходные формы подобной посуды ищут среди материалов культур Поволжья и Приуралья: именьковской, кушнаренковской или новинковской. О. В. Сухобоков видит истоки «инокультурного импульса», сказавшегося на облике горшков волынцевского типа, в гончарстве полиэтничной культуры позднеантичного Северного и Северо-Западного Причерноморья. В целом он отмечает аналогии формам волынцевской керамики среди позднезарубинецких материалов, памятников киевской, колочинской, пеньковской и поенешти-лукашевской культур, а также средневековых поселений на территориях Германии, Чехии и Польши.
Среди металлических предметов, найденных на волынцевских памятниках, представлены орудия труда (наральники, серпы, косы, топоры), оружие и доспехи, а также бытовые предметы (пряжки, ножи, бритвы, пинцеты). На поселении близ Волынцева были исследованы остатки сыродутных металлургических горнов. Сырьём для производства выступало кричное железо, широко применялись технологии цементации и стальной наварки. Находки на селищах льячек, тиглей и инструментов для обработки цветных металлов указывают на наличие ювелирного ремесла. Почти все экземпляры земледельческих орудий и вооружения аналогичны найденным на пеньковских, колочинских и ранних салтовских памятниках Днепровского Левобережья.

### Погребения
Поскольку курганы на волынцевских могильниках не сооружались, в ландшафте таковые не выделяются. Как правило, они содержат урновые захоронения по обряду трупосожжения на стороне. Останки умершего, собранные с погребального костра и очищенные от золы и угля, помещались вместе с предметами личного убора в глиняные горшки-урны. Захоронения совершались в неглубоких ямках и затем прикапывались дёрном. По мнению О. В. Сухобокова, волынцевские погребальные древности по своему облику близки погребениям предшествующих колочинской и пеньковской культур. От роменских могильников они отличаются отсутствием курганных насыпей. Согласно В. В. Седову, в одном из волынцевских могильников были открыты безурновые погребения, идентичные именьковским.

## Палеогенетика
У человека, череп которого нашли в волынцевской постройке на поселении Куриловка-2 (Суджанский район Курской области), определили митохондриальную гаплогруппу H1b. Его полный митохондриальный геном оказался полностью идентичен геному венгерского короля Белы III (сына княжны Ефросиньи Мстиславны), а также современному геному из Дании.

## Этническая принадлежность
Традиционно считается, что памятники волынцевского типа оставили северяне. О. М. Приходнюк предполагал, что носители волынцевской культуры были частью объединения савиров, отколовшейся и осевшей в Поднепровье. В. В. Седов видел в волынцевском населении предков северян, вятичей и донских славян. С точки зрения А. С. Щавелёва, волынцевское население было полиэтничным, быть может, славяно-алано-болгарским. В. А. Петрашенко отождествляла его с летописными полянами. Она полагала волынцевские памятники синхронными роменским, которые приписывала северянам.
Исследователи отмечали, что ареал распространения волынцевской культуры отражает зону проживания полян, северян, вятичей и радимичей, плативших дань хазарам. Впрочем, памятники волынцевского типа на Соже, где летопись помещает радимичей, до сих пор не встречены. Согласно В. Я. Петрухину, ареал волынцевской культуры выступает прообразом позднейшей «Русской земли» — домена киевских князей, присвоивших хазарскую дань с полян и северян.
Район распространения волынцевской культуры на Правобережье Днепра соответствует зоне расселения полян. Их зависимость от Хазарского каганата в VIII — начале IX века подтверждается археологическими данными. При этом допускать возможность пребывания самих хазар в регионе после первой трети VIII века нет никаких оснований. Материалы волынцевской культуры выявлены в Киеве, что, впрочем, не позволяет считать этот город племенным центром.

## Историческая судьба
Не позднее первой четверти IX века (вероятно, около 813—815 годов) поселения всего ареала волынцевской культуры были уничтожены в ходе внешней агрессии. Яркая картина разгрома прослежена на Битицком городище и Старокиевской горе, на поселениях близ Андрияшевки, Столпяг, Шестовицы, Гочева, Обухова, Бучака, Волынцева и других. А. П. Новосельцев и А. В. Григорьев считают гибель волынцевской культуры следствием смуты, вызванной принятием иудаизма правящей верхушкой Хазарского каганата. Е. А. Шинаков, А. В. Комар и О. В. Сухобоков предположили, что это могло быть связано со вторжением на Левобережье Днепра русов-норманнов, о чём свидетельствуют встреченные на Битицком городище наконечники стрел «гнёздовского» типа и топор с щекавицами, однако А. С. Щавелёв и А. А. Фетисов указывают на кочевническое происхождение найденных стрел. Проникновение руси в IX веке на территории, подчинённые Хазарскому каганату, археологическими данными не подтверждается. Связать распад волынцевской культуры с «военной акцией» Аскольда и Дира, что допускал А. В. Комар, не удаётся. По другой версии, также спорной, причиной разорения Битицы стало переселение венгров.
В. А. Петрашенко и В. В. Седов декларировали прямое перерастание волынцевской культуры в древнерусскую. Однако на правобережье Днепра комплексы с волынцевской керамикой в IX веке сменяются характерными для поздних фаз райковецкой культуры. Установлено, что жизнь на поселении Обухов II продолжалась до середины IX века: здесь выделен «постволынцевский» горизонт. А. В. Комар считает, что остатки правобережного волынцевского населения после разгрома в IX веке сдвинулись на юг, смешавшись с носителями тясминского варианта культуры Луки-Райковецкой, что прослеживается по материалам Сахновского и Каневского поселений. Иного взгляда на хронологию указанных поселений придерживаются В. В. Приймак и Д. Г. Дьяченко. Керамика IX—X веков, подобная волынцевской, обнаружена на территориях, входивших в состав Хазарского каганата. Это позволяет предположить, что отдельные носители волынцевской культуры ушли с коренных земель на восток, где были в основном ассимилированы.
На левобережье Днепра волынцевскую культуру сменила роменская, заметно уступающая первой в уровне гончарного производства и интенсивности культурных контактов с Хазарским каганатом. В. В. Енуков предполагает, что волынцевские традиции могли стать одним из компонентов культуры смоленских длинных курганов.

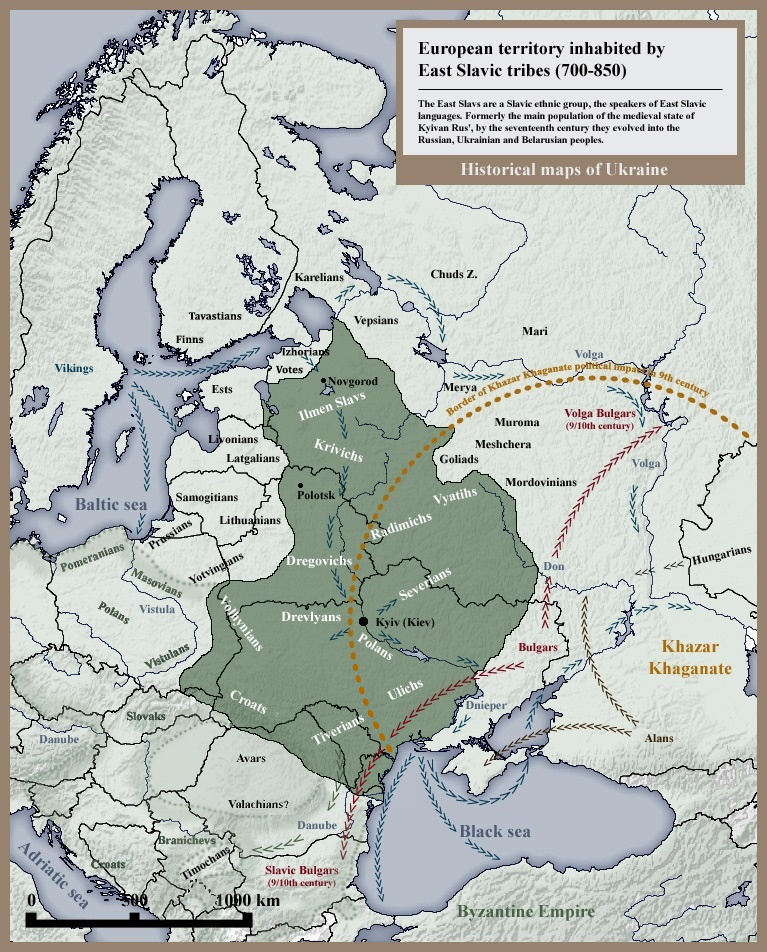
Карта расселения восточно-славянских племен в VIII—IX веках

По мнению В. В. Седова, носители волынцевской культуры стали этнической основой диалектной группы восточных славян, которая ныне представлена южнорусской диалектной общностью.

## Волынцевская культура и Русский каганат
В 1998 году В. В. Седов предложил отождествить этноним «руссы» письменных источников с носителями волынцевской культуры, а их ареал расселения — с так называемым Русским каганатом. Согласно Седову, во второй четверти IX века вдоль северо-западной границы Хазарского каганата был возведён ряд крепостей, защищающих территорию этого государства от некоего сильного противника. На северо-западе с каганатом соседствует именно волынцевский ареал, следовательно, с точки зрения В. В. Седова, именно носители волынцевской культуры были «руссами», представлявшими опасность для хазар. Седов, таким образом, помещал в ареал волынцевской культуры «изначальную славянскую русь».
Концепция В. В. Седова противоречит утвердившемуся в науке взгляду на «русь» и «Русский каганат» как на этносоциальное полиэтничное объединение со значительным скандинавским компонентом. В то же время она расходится с теориями «Среднеднепровской» и «Приазовской» Руси, а также с идеями Д. Т. Березовца, видевшего «русов» в носителях салтовской культуры.
В. Я. Петрухин указывает, что в письменных источниках термин «Русский каганат» не встречается, характеризуя это образование как «историографический фантом». С. В. Воронятов замечает, что, поскольку главным диагностическим признаком волынцевских памятников выступает наличие характерной круговой керамики, то «Русский каганат» в интерпретации Седова соответствует району распространения этой керамики и только. Согласно Воронятову, «Русский каганат» не сводится к рамкам какой-либо археологической культуры и локализуется в бассейне Волхова и Среднем Поднепровье. По мнению А. С. Щавелёва, присутствие руси в Поднепровье IX века вообще не прослеживается. Функцию хазарских крепостей он видит в контроле над местным славянским населением и предотвращении военной угрозы с их стороны.